# Aielalá
Predefinição:Infobox Deidade
Ayelala é uma orixá feminina da justiça e acusação amplamente temida por seus severos castigos para aqueles que cometem crimes. Ela também é conhecida como uma deusa da verdade, juramento e adivinhação. Ela se originou nas áreas habitadas pelos grupos étnicos Ilaje, Ikale e apoi no sudoeste da Nigéria, mas mais tarde se espalhou para outras partes do país, especialmente Benin e Estado de Edo. Ela é frequentemente invocada por pessoas que buscam justiça ou vingança contra seus inimigos, ou por aqueles que querem provar sua inocência ou expor a verdade. Ayelala é acreditada possuir grandes poderes que usa contra várias formas de vícios sociais, como roubo à mão armada, crimes sexuais e bruxaria, entre outros.

## Origem e disseminação
Uma lenda sobre a origem de Ayelala sugere que ela era uma escrava inicialmente sacrificada pelo povo Ilaje em uma tentativa de reconciliar-se com o povo Ijaw. Este gesto seguiu-se a um caso de adultério entre um homem Ilaje e uma mulher Ijaw que desencadeou uma disputa entre as duas comunidades. A mulher escrava teve um destino trágico ao ser enterrada viva junto com um pote de água e vários amuletos na fronteira que dividia os dois territórios. Com o tempo, ela evoluiu para uma figura deificada, reverenciada como uma deusa da justiça responsável por punir os transgressores e violadores de juramentos.
Uma versão alternativa da história retrata Ayelala como uma princesa de Ode-Itsekiri, casada com um chefe Ilaje. Acusada de adultério pelo marido e seus parentes, ela enfrentou uma conspiração para acabar com sua vida, levando ao seu enterro com um pote de água e amuletos. No entanto, ela transcendeu sua existência mortal, emergindo do túmulo como uma poderosa orixá, dedicada a buscar justiça para aqueles acusados ou oprimidos injustamente.
A adoração de Ayelala estendeu-se além das regiões costeiras do Estado de Ondo, alcançando gradualmente outras áreas da Nigéria, particularmente Benin e Estado de Edo. Sua popularidade cresceu entre indivíduos desiludidos com a corrupção e injustiça predominantes na sociedade. Ayelala emergiu como um meio alternativo e eficaz de dispensar justiça e manter a ordem em resposta ao aumento da criminalidade e violência. Além disso, ela ganhou favor entre certos governantes tradicionais e chefes, que utilizavam sua influência para reforçar sua autoridade e legitimidade.

## Adoração e rituais
Ayelala é venerada em santuários tipicamente situados nos arredores de cidades ou vilarejos, muitas vezes próximos a rios ou córregos. Esses santuários são adornados com folhas de palmeira, tecidos brancos, búzios, potes, cabaças e vários símbolos associados à sua presença. Os indivíduos responsáveis por conduzir rituais, realizar sacrifícios, consultar oráculos e administrar juramentos em seu nome são conhecidos como olori-ayelala ou iya-ayelala, referindo-se a sacerdotes e sacerdotisas, respectivamente.
A veneração de Ayelala engloba uma gama de ritos e cerimônias, cada um servindo a propósitos distintos, como invocar seu poder, buscar sua proteção, apaziguá-la ou solicitar seu favor. Rituais notáveis incluem:
Ebo Ayelala: Este ritual envolve oferendas feitas a Ayelala para buscar suas bênçãos ou perdão. Comumente consiste de animais brancos como galinhas, cabras, ovelhas ou vacas, além de itens como nozes de cola, gim, azeite de dendê, sal, mel e outros objetos considerados puros e agradáveis a ela. O sacrifício é colocado em um tapete ou bandeja e transportado ao seu santuário pelo sacerdote ou sacerdotisa, que recita orações e louvores dedicados a ela.
Ofo Ayelala: Um juramento feito em nome de Ayelala para afirmar solenemente a verdade ou fidelidade de uma declaração ou ação. Os participantes geralmente seguram uma faca ou lâmina de barbear em uma mão enquanto tocam um recipiente de água, como um pote ou cabaça, com a outra. Durante o juramento, indivíduos declaram frases como "Se eu mentir ou trair este juramento, que Ayelala me mate" ou afirmações semelhantes. Este juramento é considerado vinculativo e irreversível, com consequências severas esperadas para qualquer pessoa que o viole aos olhos de Ayelala.
Aro Ayelala: Esta cerimônia envolve pronunciar maldições em nome de Ayelala contra indivíduos que prejudicaram ou ofenderam outros. Tipicamente, consiste em escrever o nome do ofensor em um pedaço de papel ou folha e colocá-lo dentro de um recipiente cheio de água no santuário de Ayelala. A pessoa que emite a maldição profere frases como "Ayelala, eu te invoco para punir esta pessoa pelo que ele/ela fez a mim" ou declarações semelhantes. A maldição é considerada potente e inescapável, resultando em várias aflições ou infortúnios impostos por Ayelala ao ofensor.
Ifa Ayelala: Uma forma de adivinhação realizada em nome de Ayelala para descobrir a verdade ou a causa raiz de um problema. Esta prática de adivinhação envolve lançar dezesseis búzios ou sementes de palma sobre uma tábua de madeira ou tapete e interpretar os padrões que formam. O adivinho implora a Ayelala, dizendo, "Ayelala, eu te peço para revelar a verdade ou a causa deste problema" ou invocações semelhantes. Ifa Ayelala é considerada precisa e confiável, capaz de desvendar segredos ou mistérios ocultos sob a orientação de Ayelala.

## Poderes e manifestações
Ayelala é acreditada possuir habilidades sobrenaturais que lhe permitem administrar consequências ou recompensas com base nas ações dos indivíduos. Entre os poderes mais temidos de Ayelala estão suas capacidades de matar, mutilar, paralisar, cegar ou enlouquecer aqueles que violam seus juramentos ou transgridem contra ela. Ela é conhecida por causar doenças ou desastres em comunidades que abrigam criminosos ou bruxos sem enfrentarem justiça.
Ayelala também possui habilidades curativas e protetoras, frequentemente invocadas por aqueles que buscam sua ajuda. Ela é capaz de remover feitiços, maldições ou doenças causadas por bruxaria ou outras fontes sobrenaturais. Em troca, os devotos devem observar os princípios de honestidade, fidelidade e justiça e realizar sacrifícios regulares e rituais de agradecimento em seu nome.
A presença de Ayelala é frequentemente sentida por meio de fenômenos naturais, como ventos fortes, trovões, relâmpagos, inundações ou incêndios. Ela pode se manifestar em sonhos ou visões, aparecendo na forma de uma bela mulher ou uma temível entidade. Às vezes, ela se comunica por meio de sinais, símbolos ou oráculos, orientando seus seguidores ou punindo seus inimigos.

## Influência cultural e contemporânea
Ayelala continua a desempenhar um papel significativo na vida dos nigerianos que aderem às religiões tradicionais. Embora sua adoração tenha diminuído em algumas áreas devido à influência do Cristianismo e do Islã, ela ainda mantém um número considerável de seguidores, especialmente em regiões onde a lei e a ordem são fracas ou onde a justiça formal é inacessível.
Ayelala é um exemplo da resistência e adaptação das religiões tradicionais africanas em resposta aos desafios modernos. Ela simboliza a luta por justiça e verdade, oferecendo esperança e proteção àqueles que buscam sua ajuda. Ayelala também inspira respeito e medo, lembrando as pessoas da importância de viverem de acordo com os princípios de honestidade, integridade e responsabilidade.